# Tametsi futura prospicientibus
Tametsi futura prospicientibus, en español, Aunque las perspectivas del futuro, es la septuagésima sexta encíclica del papa León XIII, escrita el 1 de noviembre de 1900, cuando se aproxima la clausura del año santo, convocado por el papa para 1900; en ella trata de Cristo redentor, continuando así el mensaje de su encíclica Annum sacrum sobre la consagración del género humano al Sagrado Corazón.

## Contexto histórico
El 11 de mayo de 1899, mediante la bula Properante ad Exitum Saeculo, León XIII proclamó el Año Santo Universal para 1900. Era la primera vez que volvería a celebrarse este jubileo tras la unificación de Italia, y por tanto recluido el papa en el Vaticano, ya que en 1875 Pío IX, estando tan próxima la toma de Roma, no consideró oportuno celebrar ese año santo.
Ya iniciado el año santo, el 25 de mayo, León XIII, publicó la encíclica Annun sacrum, en la que anuncia la consagración del género humano al Sagrado Corazón, como un reconocimiento del reinado de Cristo. En esta nueva encíclica, escrita  cuando faltan solo unas semanas para la clausura del año santo prevista para el 25 de diciembre, completa esas enseñanzas, tratando de la Redención obrada por Jesús, de este modo amplía el significado del reinado de Cristo, 

## Contenido
Tametsi futura prospicientibus, vacuo a sollicitudine animo esse non licet, immo vero non paucae sunt nec leves extimescendae formidines, cum tot tamque inveteratae maiorum caussae et privatim et publice insideant: tamen spei ac solatii aliquid videntur haec extrema saeculi divino munere peperisse. Nemo enim existimet, nihil habere ad communem salutem momenti renovatam cogitationem bonorum animi, fideique et pietatis christianae excitata studia: quas quidem virtutes revirescere apud complures aut corroborari hoc tempore, satis expressa signa testantur
Las perspectivas sobre el futuro no están exentas de ansiedad; al contrario, hay muchos motivos graves de alarma, debido a numerosas y antiguas causas del mal, tanto de carácter público como privado. Sin embargo, el fin del siglo realmente parece brindarnos, por la misericordia de Dios, cierto grado de consuelo y esperanza. Porque nadie negará que un interés renovado en los asuntos espirituales y un resurgimiento de la fe y la piedad cristianas son influencias de gran importancia para el bien común; de las que hoy hay indicios suficientemente claros en un renacimiento o aumento muy general.
Íncipit de Tametsi futura prospicientibus

Entre esos indicios de renovación espiritual, la encíclica se refiere a la respuesta de los fieles al Año Santo convocado y que pronto sería clausurado: multitudes de católicos, tanto italianos como de otras países, han acudido a Roma respondiendo a la invitación del papa, mostrando así su veneración a Nuestro Salvador.

### Defender y propagar el Reino del Hijo de Dios
Estas circunstancias llevan al papa a recordar que el principal deber de la Iglesia consiste precisamente en defender y propagar el Reino de Dios. Esto supone en esos momentos difundir cada vez mejor el amor de Jesucristo y el valor de su Redención, pues . 

La humanidad no puede ser salvada sin su poder, como tampoco puede ser redimida sin su misericordia. "Y en ningún otro hay salvación. Porque no hay otro nombre bajo el cielo, dado a los hombres, en que podamos ser salvos" ¿Qué clase de vida es esa de la cual Jesucristo, "el poder de Dios y la sabiduría de Dios", está excluido? ¿qué clase de moralidad y qué tipo de muerte son sus consecuencias?, se puede aprender claramente del ejemplo de las naciones privadas de la luz del cristianismo. Si recordamos la descripción de San Pablo de la ceguera mental, la depravación natural, las monstruosas supersticiones y las concupiscencias de tales pueblos, nuestras mentes se llenarán de horror y piedad.
Tametsi futura prospicientibus, ASS, vol. XXXIII, p. 274..

El papa recuerda los frutos que produjo la Redención de Cristo desde el primer momento, cómo hizo revivir en los hombres la conciencia de la dignidad humana, la difusión de la fraternidad universal, se ejercitaron virtudes inimaginables en la filosofía pagana, los objetivos,  la vida y los hábito de los hombres recibieron una nueva dirección; un cambio en el mundo se extendió con la civilización cristiana. Estos recuerdos muestran la gratitud que debemos a nuestro Divino Salvador, y que los que lo abandonan se hacen culpables de su propia ruina.
El papa recuerda que 

Los que se extravían del camino se alejan de la meta que persiguen. De manera similar, si se rechaza la luz pura y verdadera de la verdad, las mentes de los hombres necesariamente deben oscurecerse y sus almas engañadas por ideas deplorablemente falsas. ¿Qué esperanza de salvación pueden tener quienes abandonan el principio mismo y la fuente de la vida? Sólo Cristo es el Camino, la Verdad y la Vida. Si se le abandona, se eliminan las tres condiciones necesarias.
Tametsi futura prospicientibus, ASS, vol. XXXIII, pp. 276-277.

A partir de este punto, la encíclica expone las consecuencias que llevan consigo la eliminación de cada una de estas tres condiciones.

### Cristo el camino
Recuerda la encíclica que Dios es el único fin del hombre y Cristo el camino para alcanzar ese fin; para ello nos dejó los preceptos de su ley. Pero, aunque por la gracia de Nuestro Señor la naturaleza ha sido regenerada, queda aún en los individuos una tendencia al mal, a seguir lo placentero en lugar de la ley de Cristo. Es necesario, por tanto, esforzarse para resistir esas inclinaciones; por lo demás Cristo no ha prometido la bienaventuranza del cielo en las riquezas, ni en la vida cómoda, o en los honores y el poder, sino en el amor a la justicia y a la limpieza del corazón. Por el contrario, Cristo junto con los preceptos naturales y la Ley Antigua, perfeccionada y sanada, nos ha dejado su doctrina y su Iglesia.  

Por tanto, la ley de Cristo debe buscarse en la Iglesia. Cristo es el "Camino" del hombre; la Iglesia también es su "Camino": Cristo por sí mismo y por su misma naturaleza, la Iglesia por su comisión y la comunicación de su poder. Por lo tanto, todos los que quieren encontrar la salvación fuera de la Iglesia, son descarriados y luchan en vano.
Tametsi futura prospicientibus, ASS, vol. XXXIII, p. 279.

Desviarse de ese camino conduce a los hombres a la ruina, y del mismo modo sucede con las naciones. La ley debe prevalecer en la sociedad humanas y ser guía tanto de la vida pública como de la privada. 

### Cristo la verdad
Lo mismo que desviarse del Camino lleva a la ruina espiritual, lo mismo sucede si se abandona la verdad de Cristo. Por supuesto hay muchos y amplios campos del conocimiento en los que la mente humana puede libremente investigar y especular, y esta actividad es una necesidad de la naturaleza humana. Pero la mente humana debe respetar sus límites. La enseñanzas de Cristo, de las que depende nuestra salvación, abarca muchos temas que no son ciertamente contrarios a la razón, pero que no podríamos alcanzar con nuestro pensamiento. Rechazar el dogma supondría negar el cristianismo.

Porque la verdad que procede de la enseñanza de Cristo demuestra claramente la verdadera naturaleza y valor de cada ser; y el hombre, dotado de este conocimiento, si obedece la verdad tal como la percibe, someterá todas las cosas a sí mismo, no él mismo a ellas; sus apetitos a su razón, no su razón a sus apetitos. Así será sacudida la esclavitud del pecado y de la falsedad, y se alcanzará la libertad más perfecta: "Conoceréis la verdad, y la verdad os hará libres"
Tametsi futura prospicientibus, ASS, vol. XXXIII, p. 281. 276-277.

Por esto, en la vida de un cristiano, el intelecto debe quedar sometido a la autoridad Dios, de mismo modo que queda sometida la voluntad. Aquellos cuyo intelecto rechaza el yugo de Cristo luchan obstinadamente contra Dios, no son más libres por desprenderse de la autoridad de Dios; por el contrario caerán bajo algún dominio humano, elegirán a alguien a quien escuchará y seguirá como un guía. 

### Cristo la vida
Si Cristo, como enseña el prólogo del evangelio de San Juan, es origen de toda la vida natural, también lo es de la vida sobrenatural  Cristo preserva y alimenta la vida moral mediante el ministerio de su Iglesia. El intento de establecer una moral separada de la fe está condenado al fracaso.

Es a la vez correcto y necesario castigar a los malhechores, educar a las masas y mediante legislación prevenir el crimen de todas las formas posibles, pero todo esto no es en modo alguno suficiente. La salvación de las naciones debe buscarse más arriba. Es necesario recurrir a un poder superior al humano para enseñar los corazones de los hombres, despertar en ellos el sentido del deber y hacerlos mejores
Tametsi futura prospicientibus, ASS, vol. XXXIII, pp. 283-284.

Solo cuando se permita que el espíritu cristiano reviva, esa nación quedará sanada: la lucha de clases se extinguirá, se respetarán los derechos mutuos, la vida doméstica quedará fortalecida y la ley natural será respetada. Se trata de restaurar la vida de Cristo, de modo toda la sociedad se alimente de esa vida. Es la ignorancia, más que la mala voluntad, lo que mantiene a las multitudes alejadas de Cristo. El papa convoca a todos los cristianos para que se esfuercen en mostrar y dar a conocer a Cristo redentor, su caridad y su misericordia.